# Kato Archimandrita
Kato Archimandrita (griechisch Κάτω Αρχιμανδρίτα) ist ein umgesiedelter Ort in der Gemeinde Pano Archimandrita im Bezirk Paphos in der Republik Zypern. Bei der letzten im Dorf durchgeführten Volkszählung im Jahr 1960 hatte sie 41 Einwohner. Danach zogen die Bewohner nach Pano Archimandrita um.

## Lage und Umgebung
Kato Archimandrita liegt im Südwesten der Mittelmeerinsel Zypern auf einer Höhe von etwa 264 Metern, etwa 2 Kilometer südlich von Pano Archimandrita. Angebaut wurden die gleichen Nutzpflanzen wie auf Pano Archimandrita, hauptsächlich Weinreben, Zierpflanzen, Gemüse, Getreide, Obstbäume, Johannisbrot und Oliven. Geologisch betrachtet wird die Landschaft von Kreiden, Mergel und Margaischen Kreiden dominiert.

## Geschichte
Bereits im Mittelalter gab es eine Siedlung, die später in Kato und Pano aufgeteilt wurde. Es ist ungewiss, ob das mittelalterliche Lehen Kato Archimandrita oder Pano Archimandrita war.
Durch Beschluss des Ministerrates (Nr. 2262 vom 4. Oktober 1962) wurde die Übertragung von Kato Archimandrita auf Pano Archimandrita genehmigt. Für die Umsiedlung stellte die Regierung die Grundstücke kostenlos zur Verfügung sowie einen finanziellen Zuschuss für den Bau der Häuser in Pano Archimandrita. Ab 1962 beziehen sich die Volkszählungen für Bevölkerungs- und Produktionsdaten auf die beiden Dörfer zusammen. Die Gründe für den Umzug in das Nachbardorf waren: Das Fehlen einer geeigneten Straße, die Kato Archimandrita mit Pano Archimandrita und von dort aus mit der Stadt Paphos verbindet, die Wasserversorgung, die Schule und die Isolation.

### Bevölkerungsentwicklung
Die folgende Tabelle zeigt die Bevölkerung des Dorfes, wie sie in den in Zypern durchgeführten Volkszählungen erfasst wurde.
| Jahr      | 1881 | 1891 | 1901 | 1911 | 1921 | 1931 | 1946 | 1960 |
| Einwohner | 80   | 66   | 85   | 70   | 83   | 82   | 58   | 41   |